# ثوران مينون
ثوران مينون يُشار إليه أيضًا باسم ثوران ثيرا أو ثوران سانتوريني ، كان ثوران بركاني كبير كارثي بتقدير 6 أو 7 على مؤشر التفجر البركاني (VEI)، والذي يقدر أنه حدث في منتصف الألفية الثانية قبل الميلاد، هذا الثوران كان واحد من أكبر الأحداث البركانية على الأرض في التاريخ المسجل، الثوران دمر جزيرة ثيرا (تسمى أيضًا سانتوريني) بما في ذلك الحضارة المينوسية في أكروتيري، بالإضافة إلى المجتمعات التي دُمرت والمناطق الزراعية في الجزر المجاورة وعلى ساحل جزيرة كريت بسبب الزلزال والتسونامي المصاحبان للثوران.
لا توجد سجلات قديمة واضحة للثوران والذي يبدو أنه ألهم بعض الأساطير اليونانية، وربما يكون قد تسبب في بعض الاضطرابات في مصر، ومن الممكن أن يكون اشير إليه في السجلات الصينية.